# 拉斯穆斯·汉森
拉斯穆斯·汉森（丹麥語：Rasmus Hansen，1885年1月13日—1967年7月3日），生于阿森斯，丹麦男子竞技体操运动员。他曾代表丹麦获得1912年夏季奥运会体操比赛男子团体瑞典式银牌。